# 沙格巴赫河
51°7′49″N 6°5′10″E / 51.13028°N 6.08611°E

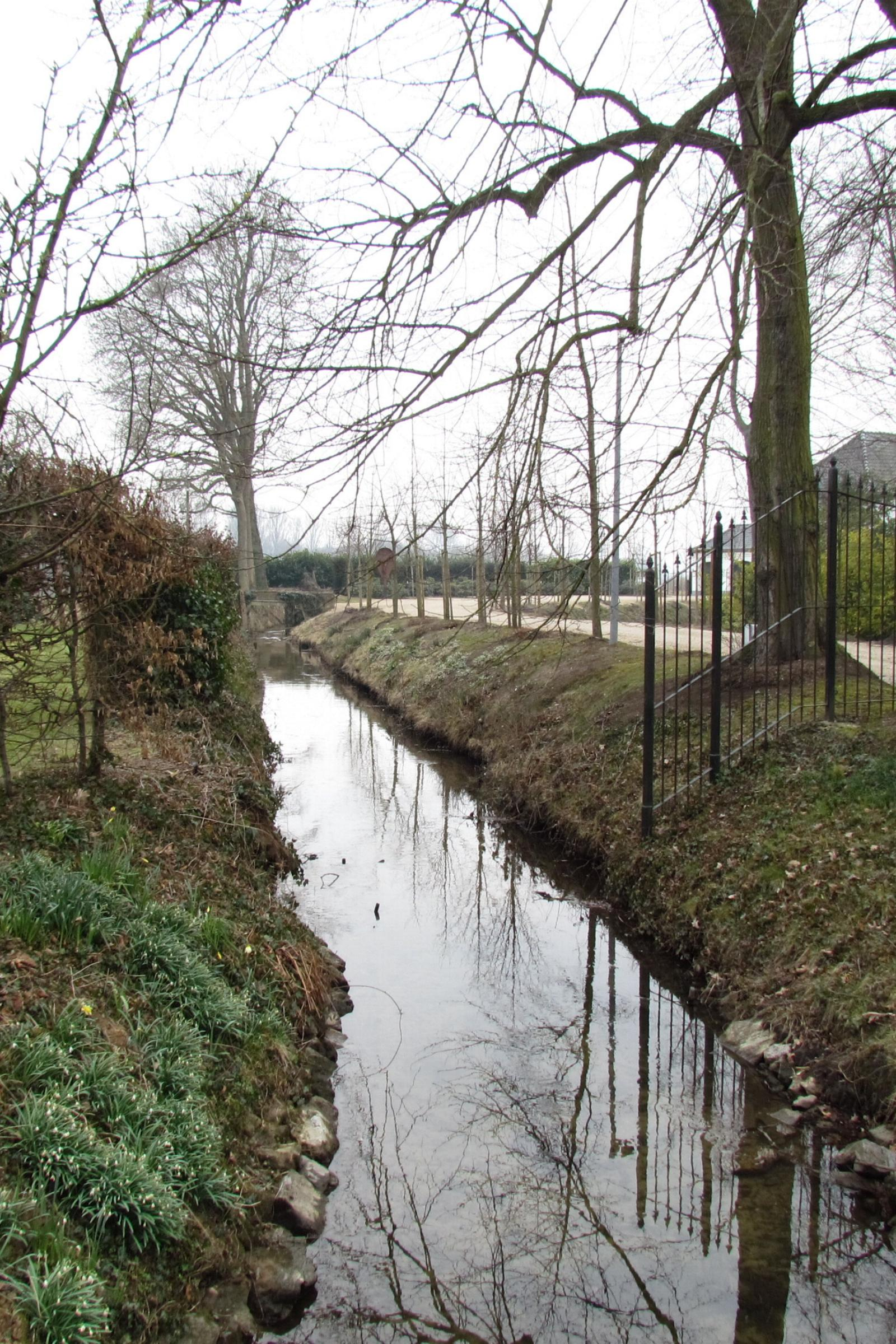
沙格巴赫河

沙格巴赫河（德語：Schaagbach），是德國的河流，位於該國西部，處於北萊茵-威斯特法倫州，屬於魯爾河的右支流，河道全長10.7公里，流域面積23平方公里。